# Jean-François Paroz
Jean-François Paroz (* 1960 in Moutier) ist ein Schweizer Diplomat und Botschafter. Seit Dezember 2020 ist er Botschafter in Ungarn.

## Leben
Paroz studierte Französisch, Geschichte und Philosophie an der Universität Lausanne. Nachdem er seinen Masterstudiengang in Geschichte in Lausanne abgeschlossen hatte, absolvierte er ein postgraduales Studium in internationalen Beziehungen am Hochschulinstitut für internationale Studien und Entwicklung in Genf.
1988 trat er dem Eidgenössischen Departement für auswärtige Angelegenheiten (EDA) bei. Nach Praktika im Ausland und Werktätigkeit im EDA-Hauptbüro arbeitete er als Berater von Boutros Boutros-Ghali, dem zu dieser Zeit amtierenden Generalsekretär der Internationalen Organisation der Frankophonie. Von 2007 bis 2009 war er Botschafter in Senegal, Mali, Mauretanien, Kap Verde, Gambia und Guinea-Bissau mit Botschaftssitz in Dakar. In dieser Zeit wurden Schweizer in Mali entführt, die Botschaft der Schweiz hatte sich um ihre Freilassung zu kümmern.
Im Jahr 2010 war er Kommissar für die Organisation des XIII. Frankophonie-Gipfels in Montreux, einer Veranstaltung, an der rund 40 Staats- und Regierungschefs teilnahmen und die eine grosse logistische Herausforderung darstellte. Ausserdem war er Kommissar der 31. Konferenz der Roten Kreuz und Rothalbmond Bewegung in 2011.
Im Jahr 2012 wurde er Botschafter in Ungarn, wo er am 5. November des Jahres sein Beglaubigungsschreiben an den Präsidenten János Áder übergab. Im November 2015 wurde er als Nachfolger von Urs Bucher zum Botschafter in Japan ernannt. Am 20. September 2016 übernahm er mit der Überreichung seines Beglaubigungsschreibens im Kaiserpalast in Tokio offiziell die Rolle des Botschafters in Japan. Nach seiner Mission in Japan wurde er erneut zum Botschafter in Ungarn ernannt und überreichte Präsident János Áder am 2. Dezember 2020 sein Beglaubigungsschreiben.
Paroz ist verheiratet und Vater von drei Kindern.